# Station Ełk
Station Ełk is een spoorwegstation in de Poolse stad Ełk. Het station werd geopend in 1868. Het station is een begin/eindpunt van de spoorlijnen 38, 41, 219 en 223. Ook de smalspoorbaan Ełcka Kolej Wąskotorowa heeft hier zijn beginpunt.